# Josefa Sáenz del Campo
María Josefa  Césara Sáenz del Campo nació en Popayán, actual Colombia. Fue hija del regidor del Cabildo de Quito Simón Tadeo Sáenz de Vergara Yedra, vasco, y de Juana del Campo y Larraondo. Era hermana de José María Sáenz (oficial del batallón Numancia, ya integrado al ejército libertador con el nombre de Voltígeros de la Guardia y bajo las órdenes del general Antonio José de Sucre) y medio hermana de Manuela Sáenz Aizpuru, "la Heroína de Quito".
Se casó en 1803 con Agustín Angulo Ante con quien crio al hijo de éste, Manuel Angulo Villagómez. Agustín, su esposo, murió en 1807 y Josefa se volvió a casar al año siguiente con el Dr. Francisco Javier Manzanos del Castillo, andaluz, oidor de la Audiencia de Quito.
Al estallar la revolución del 10 de agosto de 1809, fue recluida en el Convento de la Concepción y su esposo, en la Cárcel de Quito. Josefa logró huir y se sumó a las huestes realistas, habiendo participado en la campaña militar contra los patriotas. El 2 de septiembre de 1812, tras la Batalla de Mocha, en la que se enfrentaron los realistas dirigidos por Toribio Montes y los separatistas dirigidos por Ramón Chiriboga, fue de las primeras en entrar en dicha ciudad, tras la derrota del coronel Feliciano Checa y Barba. Este hecho hizo que la historia la conozca como “la Heroína de Mocha”. El historiador jesuita José María Legohuir Raud, en su Historia del Ecuador, lo relata así: 

“Escapada de un convento donde la tenían recluida por realista exaltada, se juntó con los soldados de Sámano y concurrió al ataque de La Piedra, llevando sable en alto frente a la columna realista. Penetró la primera a la plaza de Mocha tremolando la bandera real, y para coronar dignamente su hazaña subió al campanario a celebrar con repiques su propio triunfo. La legendaria aventura le valió a la heroína un escudo de honor del parte del rey de España. Después de la derrota de los rebeldes en Mocha, Josefa viajó con Montes a Riobamba a descansar de la campaña, y allí fue hospedada, como era de esperarse, por el corregidor Martín Chiriboga y León. Días después, vistiendo uniforme de húsar, Josefa partió hacia Quito con el estado mayor de Montes, en donde los realistas se hicieron lenguas sobre el valeroso comportamiento de la esposa del oidor Manzanos, decano de la Real Audiencia”.

En 1813 pudo regresar a Quito y Fernando VII premió sus servicios concediéndole un escudo de armas.
Después de la derrota de las tropas realistas en la Batalla de Pichincha, en 1822, se embarcó con su esposo a España y no volvió jamás. Se presume que fallecieron en la Península.